# Luanti
A Luanti egy aktívan fejlesztett, a Minecrafthoz és az InfiniMinerhez hasonló „ingyenes” (valójában szabad szoftver) sandboxing játék, ettől eltérően például a Minecraft teljes verziója fizetős, és a demó játék is egy pár óra után véget vet az ingyenes játéknak. A Minetest játék elsősorban a kiváló módosíthatóságban tér el, a játékosok némi Lua nyelvismerettel sok kiegészítőt készíthetnek hozzá, a szokásos szörnyektől a különféle építési segéderőkig.

## Játékmenet
A játék indításakor játékmódokat választhatunk. Ilyen a kreatív mód, a sérülések engedélyezése, a játékosok támadhatósága, illetve a hálózati játékmód.
A kreatív mód esetén végtelen számú építőanyag áll rendelkezésre, minden építőanyag elérhető, illetve minden blokk ellenállása azonosan 0.
A sérülések engedélyezése után a játékos sérülhet, például vízben fulladozhat, illetve ha mobokat adunk a játékhoz, azok is bántalmazhatják. Ez független a kreatív módtól, tehát a Minecrafthoz képest van lehetőség akár kreatív módban is megsebesülni.
A játékot szerverként is indíthatjuk, ekkor a helyi hálózaton, vagy nyilvános szerver esetén interneten keresztül is játszhatunk akár Windows, akár Linux, akár Android felülettel rendelkező kliens fel tudjon csatlakozni a szerverre. A verzió különbség nem baj, ha nem pontosan ugyanaz, minimális eltérést a játék megenged. Ebben még további nagy előnye, hogy elegendő a játék egy példányát birtokolnia minden játékosnak, bármiféle előfizetés vagy regisztráció nélkül felléphet a szerverre. A platform sem kell ugyanaz legyen, így a Linuxos asztalon játszott szerverre felléphet az androidos tablet, a Windowsos laptop, és így tovább.

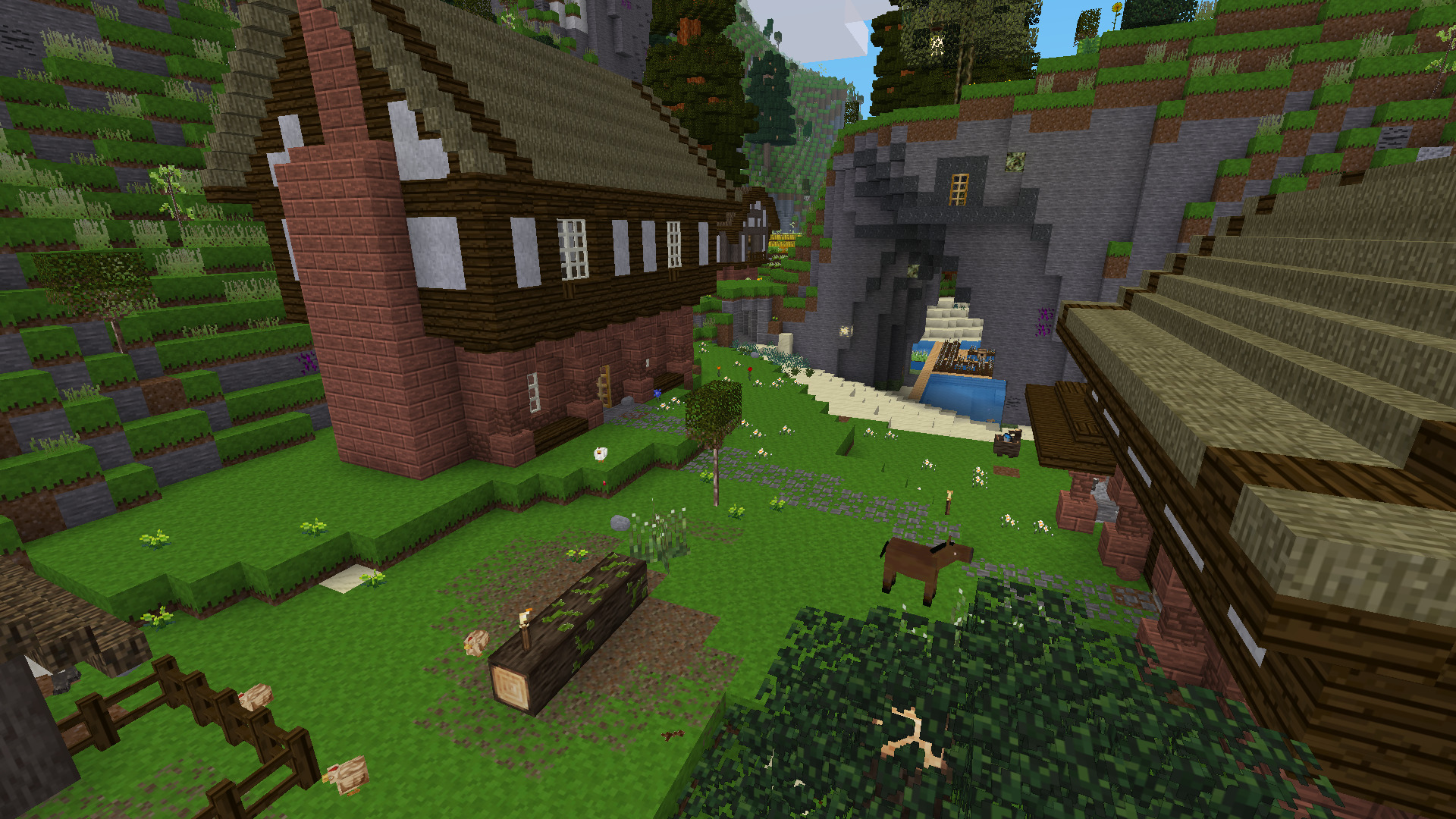
Életkép állatokkal, épületekkel és domborzattal

Lényegében a játékos dolga, hogy a játéktérben a rendelkezésére álló anyagokat kitermelje, átalakítsa, feldolgozza és lerakja, ennek során a kreativitását a lehetséges legnagyobb mértékben kiélhesse. Ebben már az alapjáték esetén is rengeteg egység, amit blokknak neveznek, áll rendelkezésre, ez ráadásul könnyedén bővíthető.
Maguk a blokkok 1 m×1 m×1 m méretű, azaz egy köbméteres kockák az elfoglalt tér szerint, bár a megjelenésük természetesen tetszőleges lehet. Utóbbi csak a mozgás során kap szerepet. A lerakott blokkok mindenképpen kockát töltenek ki, így például nem lehet két különböző lapot egymásra tenni, csak a következő kockára, aminek egészen érdekes eredményei lesznek. Természetesen ezt is fel lehet használni kreatívan.
A játéktér maga meglehetősen gigantikus, 62.000×62.000×62.000 blokk méretű. A játékos avatárjának mérete alapján egy blokk megközelítőleg 1 méteres élhosszúságú, azaz a játék mintegy (közelített értékű) 240000 köbkilométeres térben játszódik. A felszín a {\displaystyle Z=31.000} helyzetű síkban van, ezt változtatják a domborzati viszonyok. Utóbbiak létrehozására már a játékba beépítve is többféle generátor található, és természetesen ez is tovább bővíthető.
A játékban élőlények a játékoson kívül csak növények vannak, amikből építő és szerkezeti anyagok termelhetőek ki. A közösség viszont ezt kiegészítette különféle egyéb élőlényekkel, a csirkétől az ördögig. Ehhez pedig, az alapértelmezett lények hiánya ellenére, a program API-t, fejlesztői felületet kínál.
Lényeges, hogy a játék rendkívül egyszerűen futtatható szerverként, így közösségi élményt kiválóan képes biztosítani. Ehhez hozzájárul, hogy a játék által biztosított vezérlőfelület révén belső játékokat (voxel game) lehet létrehozni, ami a lehetőségek skáláját kiugró mértékben szélesíti.

## Fejlesztés

### A Luanti fejlesztése
A Luantit 2010-ben kezdte fejleszteni, még Minetest néven Perttu Ahola, nicknevén celeron55. Az első feltöltés a GitHubra 2010. november 27.-én történt, azóta a játék fejlesztése folyamatos. Jelenleg a fejlesztés a népszerű 0.4.17-es verzióról ugrott át az 5.0.0 -ra rengeteg verziószámot egyből kihagyva, de azt is továbbfejlesztve már az 5.0.1 - nél tart a csapat..
A project 2024. október 13.-án nevet változtatott. Az új név a finn luonti, azaz teremtés, alkotás és a Lua programozási nyelv nevének összevonásából keeltkezett.
A játék vegyes kódolású, a fő program C++, a rugalmasan fejlesztett részek LUA nyelven íródnak. A program és az API nyílt forrású, GPL licensszel elérhető.
A játék magyar nyelven is játszható, a nyelvi fordításnak köszönhető, ami még nincs teljesen kész, várják a további lelkes segítőket.

### Kiegészítők
A játékhoz némi LUA nyelvismerettel könnyedén lehet készíteni saját módosításokat. Ezeket több csoportba lehet osztani:
1. Textúrák
2. Építőanyagok
3. Térképgenerátorok
4. Játékosra ható módosítások
5. Élőlények
6. Környezet
7. Közlekedés
8. Készletek
9. Eszközök
10. Karbantartás

A hivatalos módosításokat a játék fórumában találhatjuk, ezek csomagokként telepíthetőek, ennek megfelelően közöttük függőségi fa feszíthető ki. Az 5.0.0-ás verziótól kezdve a modok közvetlenül a játékból is telepíthetőek, ez megkönnyíti a keresést, ugyanakkor a hatalmas számuk némi zavart is okozhat.
A játék fejlesztésének jelenlegi irányvonala a közösségi módosításokra helyezi a hangsúlyt, így azok a rokon játékokhoz képest sokkal hangsúlyosabban vannak jelen.